# Mezzettino
Mezzettino è una delle tante variazioni dello Zanni: furbo e intrigante, il risultato della contaminazione delle doti tra Brighella e Scapino. Il nome deriva probabilmente dal termine "mezzettin boccale" che indica la mezza misura.

## Storia
Questa maschera fa la sua apparizione già dal secondo decennio del Seicento, utilizzato da Ottavio Onorati, della Compagnia dei Confidenti ed in seguito appare ancora nel 1675 in un'incisione di Gérard Jollain, dove viene raffigurato nel suo costume caratteristico a strisce formate da losanghe colorate disposte in verticale. Fu Angelo Costantini (1654 - 1729), attore di origine veronese a portare Mezzettino al successo.
Chiamato a recitare in Francia nella Troupe Italienne si alternò con Domenico Biancolelli nel ruolo di Arlecchino, che però dovette in seguito abbandonare a causa dell'ostilità di quest'ultimo. Fu così che egli vestì i panni di Mezzettino, servo astuto, imbroglione, spregiudicato e abilissimo a cacciarsi in ogni sorta di intrigo, come nel districarsene.
Il costume di Mezzettino era caratterizzato da strisce verticali bianche e rosse, privo di maschera, viene rappresentato con in mano uno spadino.